# De barre bacterie
De barre bacterie is een kort avontuur van Suske en Wiske, dat werd uitgegeven in september 2010. Het verhaal werd gemaakt in opdracht van Metagenics dat het verspreidde in Belgische apotheken bij aankoop van een product probiotica. Het verscheen niet in de handel in de gewone reeks. Het verhaal telt twaalf halve pagina's en is duidelijk geïnspireerd door De wolkeneters.

## Personages
In dit verhaal spelen de volgende personages mee:
- Suske, Wiske, Lambik, professor Barabas, Bronkie, professor.

## Locaties
Dit verhaal speelt zich af op de volgende locaties:
- Kosmopolis

## Verhaal
Een professor heeft Kosmopolis weer opgebouwd voor wetenschappelijk onderzoek. Het wordt bedreigd door meteorieten, maar de professor ontdekte dat Bronkie deze eet. Via de klankentapper hebben ze Bronkie nabij Kosmopolis laten wonen, maar hij at een met slechte bacteriën besmette meteoor en werd ziek. De professor ontwikkelde de Spacebob met een antibioticakanon en Suske en Wiske moeten via de mond van Bronkie naar zijn buik gaan om de slechte bacteriën te vernietigen. Via de slokdarm komen ze in de maag en Wiske verliest haar zaklamp in het maagzuur. Verderop zien ze goede en slechte bacteriën, het antibioticakanon blijkt echter ook beide soorten uit te schakelen. Suske en Wiske worden overmeesterd door de slechte bacteriën en Lambik wordt met preparaat met probiotica te hulp gestuurd. De slechte bacteriën brengen de maag van Bronkie van streek, maar de probactiollekes hebben hier geen last van. De slechte bacteriën worden door de goede verslagen en Suske en Wiske moeten snel vertrekken, want er begint een meteorenregen. Brokkie eet de meteoren weer op.